# Troglosiro tillierorum
Espèce
Troglosiro tillierorum est une espèce d'opilions cyphophthalmes de la famille des Troglosironidae.

## Distribution
Cette espèce est endémique de Nouvelle-Calédonie. Elle se rencontre vers Bobeitio

## Description
Le mâle holotype mesure 2,5 mm.

## Étymologie
Cette espèce est nommée en l'honneur d'Annie et Simon Tillier.

## Publication originale
- Shear, 1993 : « The genus Troglosiro and the new family Troglosironidae (Opiliones, Cyphophthalmi). » Journal of Arachnology, vol. 21, no 2, p. 81-90 (texte intégral).